# Clan Takigawa
Del Clan Takigawa (滝川氏?) de la provincia de Owari se desconocen sus orígenes, pero se sabe que gracias a Takigawa Kazumasu el clan tuvo gran importancia durante el siglo XVI (durante el período Sengoku). Kazumasu fue un general a las órdenes de Oda Nobunaga y, más tarde, de Toyotomi Hideyoshi. Luego de la muerte de Kazumasu el clan perdió importancia.
- Datos: Q2975381